# Ophiomitrella americana
Ophiomitrella americana är en ormstjärneart som beskrevs av Jean Baptiste François René Koehler 1914. Ophiomitrella americana ingår i släktet Ophiomitrella och familjen knotterormstjärnor. Inga underarter finns listade i Catalogue of Life.